# Bakujska trdnjava
Bakujska trdnjava (azerbajdžansko Bakı Qalası) je srednjeveška zgradba v Bakuju v Azerbajdžanu, ki je največja med absheronskimi trdnjavami. Trdnjavo sestavljajo Ičeri Šeher ter obzidje in stolpi, ki ga obdajajo, Unesco pa jo je leta 2000 uvrstil na seznam svetovne kulturne dediščine. Zgrajena je bila približno v letih 1138-1139 po naročilu širvanšaha Manuchohra III širvanšaha Manuchohra III (1120-1149).
Na podlagi popotniških ilustracij in fotografij iz 19. stoletja je bila trdnjava sestavljena iz dvojnega obzidja. Prvo obzidje je zgradil širvanšah Manuchohr III, drugo obzidje pa je bilo zgrajeno v času širvanšaha Akhsitana I.
Vendar je bilo drugo obzidje trdnjave uničeno med vladavino Rusije v Azerbajdžanu . Prvo trdnjavsko obzidje je še vedno ohranjeno. Trdnjava Baku ima dvoje vrat. Eno se je odpiralo proti Kaspijskemu morju, drugo pa proti kopnemu. Mestno obzidje, ki je bilo visoko od 8 do 12 metrov in široko 3,5 metra, je skrbelo za varnost Bakuja. V srednjem veku je bilo obzidje trdnjave dolgo 1500 metrov, zdaj pa je obzidje dolgo 500 metrov. Na severnem delu trdnjave se nahaja glavni stolp - štirikotni grad. Ta trdnjava se v narodovi etiologiji imenuje "orožarna". Posebnost orožarne je, da so graditelji kljub temu, da gre za obrambno enoto, utrdili obzidje tako, da so ga dvignili v središču trdnjavskega obzidja in ne v središču mesta.

## Zgodovina
Ičeri Šeher (današnje staro mesto Baku) je bilo večkratna prestolnica države Širvanšahov. Prvič se je to zgodilo leta 1191, ko se je Širvanšah Akhsitan I. po strašnem potresu v Šamakiju s svojo palačo preselil sem. Akhsitan I. je posebno pozornost namenil gradnji mest in gradov. Zaradi njegovih prizadevanj se je okrepila kompleksna struktura obrambnih struktur na polotoku Absheron, Baku pa jo je močno utrdil. Vse to je odigralo ključno vlogo pri napadu ruskih mornariških razbojnikov na Baku. Rusi so bili poraženi, njihove ladje pa uničene. Drugič je Baku postal glavno mesto v času vladavine Širvanšaha I Ibrahima. V letih 1608-1609 je bakujski sodnik Zulfugar Khan zgradil drugo linijo 10-12 metrov od starih utrdb.
Po mnenju nekaterih zgodovinarjev je bil jarek med obzidjem napolnjen z morsko vodo. V praksi pa ta vrsta utrdbe ni poznana. Ta prostor med obzidjem je bil običajno uporabljen za zasilno razporeditev vojske med obleganjem. Pred obzidjem je bil izkopan jarek, med obzidjem pa bi lahko bil gost jarek, napolnjen z gorivom. To je bilo varno zatočišče za pristanišče in ladje, ki so vplovile sem.

## 19. stoletje
Leta 1865 je vojaški guverner, kot upravitelj pokrajine Baku, general podpolkovnik Mihail Petrovič Koljubakin, prek guvernerja Kavkaza zaprosil za dovoljenje za uničenje mestnega obzidja, ki je ločevalo mesto od morske obale in "neodvisno od njegove neuporabnosti preprečevalo prosto gibanje zraka". Med tem zidom in obalo je ostal približno 20 m širok pas kopnega, zasut z ruševinami. Na načine izboljšanja obalnega dela mesta in raziskovanja sredstev za to so na zahtevo guvernerja Koljubakina porušili trdnjavsko obzidje na morski obali, pas med njim in obalo prodali prebivalcem in z zbranim denarjem, ki je znašal 44 tisoč rubljev, zapolnili 25 metrov široko obalno ulico, ograjeno od morja s kamnitim nasipom.
Od trdnjavskega obzidja, obrnjenega proti morju, so ostali le majhni fragmenti - dva obnovljena karavanseraja na ulici. Khagigat Rzayeva (prej Varvarinska ulica) - ulica, ki se nahaja na mestu nekdanjega trdnjavskega obzidja na ulici.
Leta 1867 je bila trdnjava Baku kot vojaška utrdba z najvišjim odlokom ukinjena in je skupaj z nekaterimi drugimi trdnjavami ni bila več uvrščena na seznam vojaških utrdb, zaradi česar vojaškega oddelka ni več skrbelo, da je utrdba prešle v roke mestnih oblasti. Mestna uprava je bila v tistem času odgovorna za pokrajinsko upravo in policijo, tj. guvernerja Bakuja in načelnika policije.
Do leta 1879, po uvedbi občinske samouprave v Bakuju, je obzidje trdnjave tako propadlo, da je na nekaterih mestih obstajala nevarnost, da se zruši že zaradi močnega vetra. Na predlog guvernerja V. M. je bila ustanovljena komisija iz deželnih in mestnih arhitektov, člana mestne uprave Bakuja, bakujskega policijskega mojstra in vodje bakujskega artilerijskega oddelka (artilerijski oddelek je bil nameščen v trdnjavi), ki je pregledala obzidje trdnjave.
Po dolgotrajnem dopisovanju in odobritvah je bilo obzidje trdnjave zaupano mestni upravi.
Na seji mestne dume, ki je potekala 7. avgusta 1881, so svetniki dume rešili vprašanje rušenja zunanjega obzidja trdnjave, ki je po mnenju mestnega župana dejanskega državnega svetnika S. I. Despot-Zenoviča oviralo vse dobre podvige mestne asenizacijske komisije. Vprašanje je bilo rešeno v manj kot petih minutah, na samem koncu seje, ki je trajala več kot eno uro, pri čemer je v dvorani 19 ljudi, ki so tisti dan prišli na sejo, ostalo le devet samoglasnikov dume. O usodi trdnjavskega obzidja je torej odločalo le devet ljudi.
Rušenje tega dela obzidja trdnjave, začenjši z ulico Mikhailovskaya in do Taghiyevskih vrat, je bilo končano leta 1884 in je mesto stalo 3924 rubljev in 64 grošev.
Rušenje je bilo tako zunanjega trdnjavskega obzidja, ki se je začelo leta 1883, do septembra 1888 končano.
Oktobra 1910 je župan, polkovnik P. I. Martynov, obvestil mestnega župana, da je v skladu z veljavnimi zakoni strogo prepovedano uničevati ostanke starodavnih trdnjav, in ponudil podroben opis vseh poškodb obzidja za popravilo ter za zagotovitev javne varnosti pred morebitnim zrušenjem trdnjavskega zidu predlagal sprejetje potrebnih ukrepov.
Na začetku dvajsetega stoletja je vojaški guverner Bakuja leta 1868 zaprosil vojaški oddelek Kavkaza, da se trdnjava poruši, da bi mesto obnovili kot vojaško obrambno utrdbo. Leta 1870 je bilo porušeno drugo obzidje gradu.
Vprašanje je bilo ponovno obravnavano na vrhu leta 1886 in odločeno je bilo, da se vrata "Kana Zulfugarja" na obzidju drugega gradu postavijo poleg vrat Šaha Abasa, ki so bila na obzidju prve trdnjave.
Obstaja tudi mitski branilec trdnjave Baku. Po legendi, ki se je razširila med ljudmi, je trdnjavo varovala pozitivna aura velikanskega bika. Bika sta branila dva velika leva. Trdnjava Baku je bila priča številnim zgodovinskim dogodkom in je dolgo časa branila državo Širvanšah ter prestolnico Bakujskega kanata.

## Umetniške upodobitve
Ičeri Šeher je upodobljen v številnih delih umetnikov. Spomenike in ulice starodavnega mesta si je mogoče ogledati v delih Engelberta Kaempferja, Alekseja Bogoljubova, Grigorija Gagarina, Vasilija Vereščagina, Aleksandra Kuprina, Azima Azimzadeja, Tahirja Salahova pa tudi drugih znanih umetnikov. 

## Poglej tudi
- Baku
- Palača Shirvanshahov
- Staro mesto (Baku)
- Turizem v Bakuju
- Seznam gradov in trdnjav v Azerbajdžanu